# NGC 6789
NGC 6789 (również PGC 63000 lub UGC 11425) – galaktyka nieregularna (Im), znajdująca się w gwiazdozbiorze Smoka. Odkrył ją Lewis A. Swift 30 sierpnia 1883 roku.